# エムジェイ・アンソニー
エムジェイ・アンソニー（Emjay Anthony, 〈両親の姓名はサラザール〉, 2003年6月1日 - ）は、「（Screen Actors Guild）映画俳優ギルドそしてテレビとラジオにおけるアーティストたちの米国連盟（American Federation of Television and Radio Artists）」つまり頭文字で略すと「SAG-AFTRA（サグ・アフトラ）」に所属するアメリカ合衆国カリフォルニア州ロサンゼルスに住むモデルならびに子役出身の俳優である。

## キャリア
モデルや子役としてのデビューは早く、すでに4歳のときアメリカ国内において放送された「ヴェルタース オリジナル/キャラメル・チョコレート」という菓子のCMに出演している。5歳のとき、家族と一緒にカリフォルニア州に引っ越してからは、2009年の映画『恋するベーカリー』のために行われたオーディションに合格し、主役「ジェイク・アドラー」を演じたアレック・ボールドウィンの息子役「ペドロ・アドラー」で、彼は映画俳優としてデビューした。6歳のときである。同作品の撮影が終了してからは、しばらく学業を優先して、また3年後に映画俳優として活動を再開した。

## 他者からの評判
過去に現場で関わったスタッフによると、彼は優しい子であり、雰囲気を明るくしてくれる存在であって、なおかつ仕事をしっかりとこなし、ときには大人以上に与えられた役割をしっかりと理解することができる可愛らしい少年だったという。

## 私生活
他の子と変わらず、テレビゲームやバスケットボール、BMXが好きな、ごく一般的な素顔の少年期を過ごしている。12歳になってからはツイッターやインスタグラムも始めて、今や数多くのフォロワーがいる。

## 出演作品

### 映画
| 公開年 | 邦題 原題                                                                          | 役名                                | 備考                                                                                       |
| ------ | ---------------------------------------------------------------------------------- | ----------------------------------- | ------------------------------------------------------------------------------------------ |
| 2009年 | 恋するベーカリー It's Complicated                                                  | ペドロ・アドラー Pedro Adler        |                                                                                            |
| 2014年 | シェフ 三ツ星フードトラック始めました Chef                                         | パーシー Percy                      |                                                                                            |
| 2015年 | ダイバージェントNEO The Divergent Series: Insurgent                                | ヘクター Hector                     |                                                                                            |
| 2015年 | クランプス 魔物の儀式 Krampus                                                      | マックス Max                        | アメリカのクリスマス・ファンタジー・コメディ・ホラー映画                                   |
| 2016年 | 映画: ドナルド・トランプの契約の芸術 Donald Trump's The Art of the Deal: The Movie | 子供1 Kid 1                         | ジョニー・デップ演じるドナルド・トランプの本『トランプ: 契約の芸術』を基にしたコメディ映画 |
| 2016年 | ジャングル・ブック The Jungle Book                                                 | 若いオオカミ Young Wolf             | 声の出演                                                                                   |
| 2016年 | ドクター・エクソシスト Incarnate                                                   | ジェイク・エンバー Jake Ember       | アメリカのスリラー映画                                                                     |
| 2016年 | バッド・ママ Bad Moms                                                              | ディラン・ミッチェル Dylan Mitchell | アメリカのコメディ映画                                                                     |
| 2018年 | レプリカズ Replicas                                                                | マット・フォスター Matt Foster      | サイエンス・フィクション・スリラー映画                                                     |

### テレビ
| 放映年 | 邦題 原題                                                                                          | 役名                                      | 備考                                                                               |
| ------ | -------------------------------------------------------------------------------------------------- | ----------------------------------------- | ---------------------------------------------------------------------------------- |
| 2012年 | アップルバウム Applebaum                                                                           | サム Sam                                  | 監督をクリス・コロンバスが、脚本をアイェレット・ウォルドマンが手掛けたテレビ映画   |
| 2012年 | グレイズ・アナトミー 恋の解剖学 Grey's Anatomy                                                     | オリバー・レフコウィッツ Oliver Lefkowitz | シーズン9: 第9話「マリッジブルー」                                                 |
| 2013年 | メンタリスト The Mentalist                                                                         | マーヴィン・ペティグルー Marvin Pettigrew | シーズン5: 第12話「小さな赤い車」                                                  |
| 2013年 | ノー・オーディナリー・ヒーロー/ザ・スーパーダフィ・ムービー No Ordinary Hero: The SuperDeafy Movie | ディーン Dean                             | 国際的パフォーマーのジョン・モジアが主演を務めた聴覚障害者のためのテレビ映画       |
| 2014年 | レイク Rake                                                                                        | アダム・レオン Adam Leon                  | アメリカで放送されたテレビドラマシリーズ 第1話、第2話、第6話、第7話、第9話、第12話 |
| 2015年 | メンバーズ・オンリー Members Only                                                                  | イワン Evan                               | 放送がキャンセルされてしまったテレビ映画                                           |
| 2020   | ザ・ループ TALES FROM THE LOOP Tales from the Loop                                                 | ジョージ                                  |                                                                                    |

### 情報源
海外のサイト
- Emjay Anthony - IMDb（英語）
- Emjay Anthony - TCM Movie Database（英語）

日本のサイト
- エムジェイ・アンソニー - allcinema
- エムジェイ・アンソニー - KINENOTE
- エムジェイ・アンソニー - MOVIE WALKER PRESS

公式SNSなど
- Emjay Anthony (@emjayanthony) - X（旧Twitter） - エムジェイ・アンソニーの公式Twitter
- Emjay Anthony (emjayanthony) - Instagram - エムジェイ・アンソニーの公式インスタグラム
- Emjay Anthony (Emjay-Anthony-483999505026843) - Facebook - エムジェイ・アンソニーの公式フェイスブック